# Dinis Pinto
Dinis Lourenço Casals Namura Borges Pinto (Porto, 24 agosto 2000) è un calciatore portoghese, difensore del Moreirense.

## Carriera
Pinto ha iniziato la sua carriera con il Lusitânia nel Campeonato de Portugal prima di passare al Braga nel 2021. Ha debuttato in prima squadra il 30 dicembre 2021 nell'incontro di Primeira Liga vinto 6-0 contro l'Arouca.
Il 29 giugno 2023 è stato acquistato a titolo definitivo dal Moreirense.

## Statistiche

### Presenze e reti nei club
Statistiche aggiornate al 23 dicembre 2023.
| Stagione        | Squadra         | Campionato      | Campionato | Campionato | Coppe nazionali | Coppe nazionali | Coppe nazionali | Coppe continentali | Coppe continentali | Coppe continentali | Altre coppe | Altre coppe | Altre coppe | Totale | Totale | Totale |
| Stagione        | Squadra         | Comp            | Pres       | Reti       | Comp            | Pres            | Reti            | Comp               | Pres               | Reti               | Comp        | Pres        | Reti        | Pres   | Reti   |        |
| --------------- | --------------- | --------------- | ---------- | ---------- | --------------- | --------------- | --------------- | ------------------ | ------------------ | ------------------ | ----------- | ----------- | ----------- | ------ | ------ | ------ |
| 2019-2020       | Lusitânia       | CdP             | 11         | 0          | CP              | 0               | 0               |                    | -                  | -                  |             | -           | -           | 11     | 0      |        |
| 2020-2021       | Lusitânia       | CdP             | 26         | 1          | CP              | 0               | 0               |                    | -                  | -                  |             | -           | -           | 26     | 1      |        |
| 2021-2022       | Braga B         | TL              | 26         | 2          |                 | -               | -               |                    | -                  | -                  |             | -           | -           | 26     | 2      |        |
| 2022-2023       | Braga B         | TL              | 21         | 0          |                 | -               | -               |                    | -                  | -                  |             | -           | -           | 21     | 0      |        |
| 2021-2022       | Braga           | PL              | 1          | 0          | CP+CdL          | 0               | 0               | UEL                | 0                  | 0                  |             | -           | -           | 1      | 0      |        |
| 2022-2023       | Braga           | PL              | 1          | 0          | CP+CdL          | 0               | 0               | UEL+UECL           | 0                  | 0                  |             | -           | -           | 1      | 0      |        |
| 2023-2024       | Moreirense      | PL              | 4          | 0          | CP+CdL          | 0+1             | 0               |                    | -                  | -                  |             | -           | -           | 5      | 0      |        |
| Totale carriera | Totale carriera | Totale carriera | 90         | 3          |                 | 1               | 0               |                    | 0                  | 0                  |             | -           | -           | 91     | 3      |        |